# Ochsenkopf bei Jägerhaus
Ochsenkopf ist der Name eines mit Wald bedeckten 823,4 m ü. NHN hohen Berges bei Jägerhaus im sächsischen Erzgebirge südlich der Staatsstraße zwischen Schwarzenberg und Sosa. Er hebt sich aus der fast gleich hohen Umgebung – Jägerhaus liegt 782 m hoch – kaum hervor. Der Ochsenkopfgipfel liegt nach der Naturraumkarte von Sachsen in der Mikrogeochore „Ochsenkopf-Hochfläche“, die Teil der Mesogeochore „Bockauer Hochfläche“ ist.

## Abbau von Schmirgel und anderen Mineralien
August Schumann berichtete in Band 7 aus dem Jahr 1820 seines Sachsen-Lexikons über den Ochsenkopf und die frühere Schmirgelgewinnung am Ochsenkopf:
„Ochsenkopf, der Name eines ansehnlichen meist mit Schwarzholz überdeckten Berges [...]. Seinen Namen soll der Berg von seiner Gestalt erhalten haben, wobei freilich die Phantasie ein schweres Stück Arbeit bekommt. Über denselben führt eine alte Straße von Schneeberg und Bockau nach Johanngeorgenstadt, welche jetzt als Straße ganz unbenutzt bleibt, selbst der Fußgänger wählt lieber den starken Weg über Eibenstock, als diesen durch ungeheure Waldungen führenden einsamen Weg. - Am merkwürdigsten ist der Ochsenkopf wegen einer Grube, in welcher man sonst den besten Schmirgel erbeutete, der von Steinschneidern dem spanischen vorgezogen und sehr gesucht wurde; in Dresden galt der Centner gewöhnlich 60 Thaler. Jetzt findet er sich in zu kleinen Stufen, und wird daher nicht mehr gewonnen; die sächsischen Steinschneider gebrauchen statt seiner und statt des, nicht immer zu habenden spanischen Schmirgels, gestoßene unedle Granaten, besonders aus dem Zöblitzer Serpentinstein. Am Ochsenkopf findet man auch rothen Bleispath.“ In Band 2 von 1815 hatte Schumann den Ochsenkopf als „ein ansehnliches Gebirge“ bezeichnet.
1819 schrieb Karl Ernst Adolf von Hoff in Band 20 – Königreich Sachsen – seines geographischen Lesebuchs: 
„am Ochsenkopf ward der beste sächsische Schmergel gegraben“.
1778 berichtet von Charpentier, von dem noch 1714 betriebenen Abbau des bekannten Schmirgels in der Grube „Erzbaum Christi“ seien nur noch „aufgeworfene Schürfe, Pingen und einige Schächte“ vorhanden gewesen. Noch im Jahre 1752 wurde berichtet, der Schmirgelbruch sei vortrefflich.
Auch Alexander von Humboldt erwähnt den Ochsenkopf in seinem Werk Geognostischer Versuch über die Lagerung der Gebirgsarten in beiden Erdhälften. Der Grünstein komme in den Zinnerz führenden Graniten und damit am Ochsenkopf vor.
Im Chemischen Wörterbuch von 1809 wird die Bedeutung des Abbauortes Ochsenkopf deutlich. Damals waren neben dem am Ochsenkopf andere Fundorte für Schmirgel nur auf Naxos, in Altkastilien und in der Estremadura bekannt. Justus Roth stellt in seiner Allgemeinen und Chemischen Geologie vom Ende des 19. Jahrhunderts heraus, am Ochsenkopf enthalte Quarzphyllit von Beilstein, Talk und Meneghinit begleiteten Schmirgel. Schon im Handbuch der Mineralogie von 1815 wird der am Ochsenkopf vorkommende Beilstein behandelt. 1848 beschreibt Johann Traugott Lindner Versuche, den Abbau des berühmten Ochsenkopfer Schmirgels wieder aufzunehmen, die zwar „mit Anbrüchen belohnt, aber wegen fehlgeschlagenen Absatzes um die früheren höheren Preis unbelohnt geblieben“ sei.

## Ochsenkopf bei George Körner

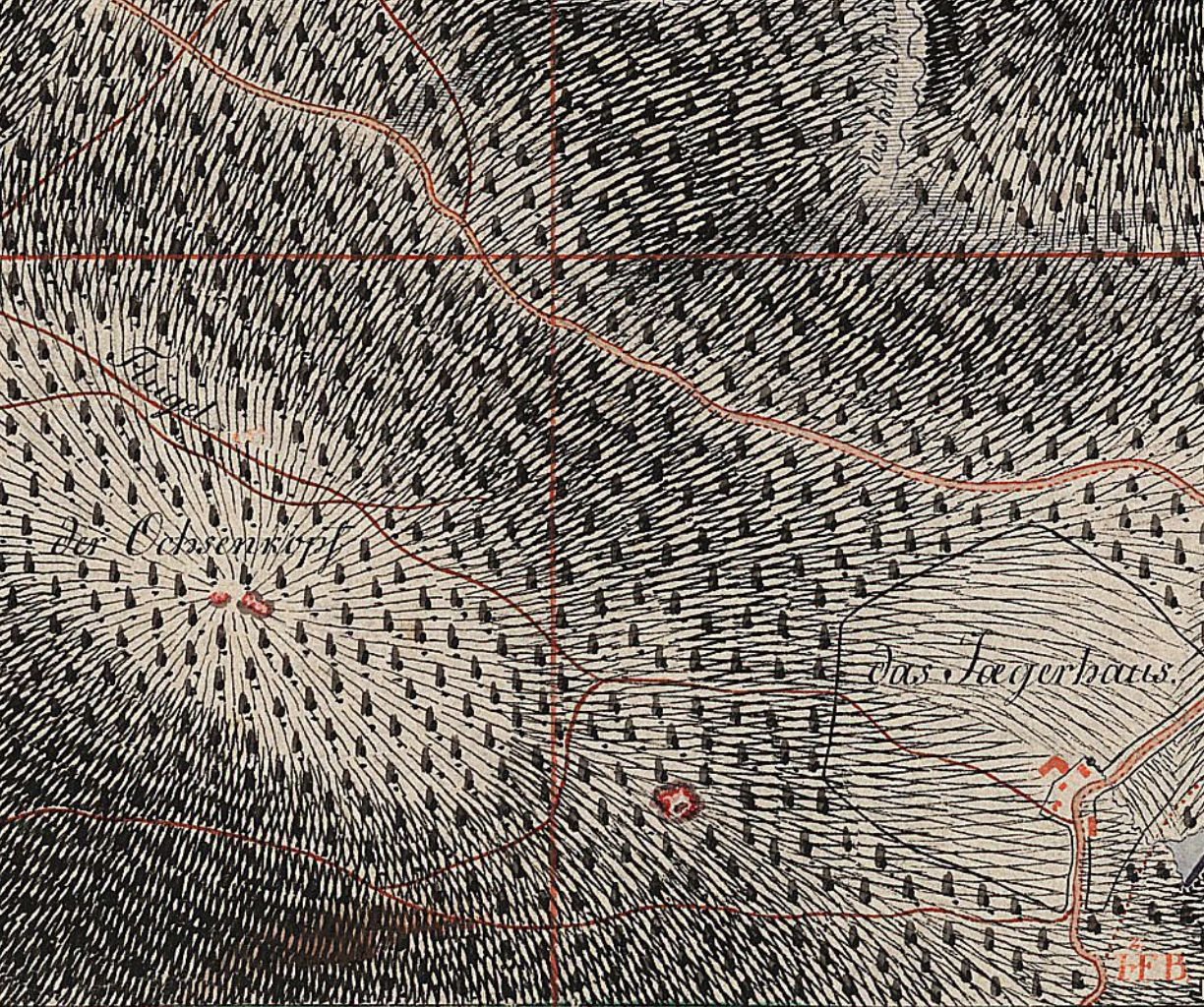
Ochsenkopf und Jägerhaus in Blatt 222 der Sächsischen Meilenblätter von 1791

In Beyträge und Annales zu der bockauischen Chronik vom Neuenjahre 1764 berichtet der Bockauer Pfarrer George Körner mehrfach über Ereignisse am Ochsenkopf:
„1577 am 26. Juni entzündeten sich die Wälder am Ochsenkopf […], daß viele 1000 Schragen zu Aschen und das immer noch stehende Holz größten Theils versenget worden. Dabey mußten des Tags immer gegen 1500 Man auf den Wäldern löschen und die Churfürstl. Pechwälder retten; so verunglücketen auch viel Menschen und Vieh darüber. […] 1595 jagte Herzog Friedrich Wilhelm zu Sachßen, der Chur-Sachsen und Churfürstl. Prinzen Administrator auf dem Ochsenkopfe und ließ alles Wild, jung und alt, zwischen Schlettau und Eybenstock niederschießen, daß man der Wildzäune hierauf entübrigt seyn konnte. […] 1603 zu Ende des Jul. jagten Sr. Churfürstl. Durchl. Herzog Christian der Andre mit dero Hr. Bruder Johann George in dieser Gegend, und zogen hierdurch über den Ochsenkopf nach Schwarzenberg. […] In […] dem Jahre 1644 fieng man einen Lux aufm Ochsenkopfe, wobey Christian Rosenlöcher sehr beschädiget wurde.“
George Körner hatte in Alte und Neue Nachrichten von dem Bergflecken Bockau bey Schneeberg im meißnischen Obergebirge, welche Vom löblichen Bergwerk daselbst etwas in sich halten, zum Neuenjahre 1761 über den Schmirgelabbau am Ochsenkopf ausführlich berichtet. Die Importe aus Spanien, England und Schweden sind nach dieser Darstellung durch diesen heimischen Schmirgel nicht mehr erforderlich gewesen, nachdem die Bedeutung und der Wert des seit 1714 abgebauten Gesteins erkannt worden ist.

## Weiteres
Die Leipziger Studentin Elisabeth Charlotte Müller wurde 1930 in der Nähe der Straße von Bockau nach Jägerhaus in ziemlicher Entfernung vom Ochsenkopf im Wald in etwa 720 Metern Höhe umgebracht. Ein Gedenkstein erinnert daran.